# ジョージ4世と競馬
本項ではジョージ4世と競馬について述べる。

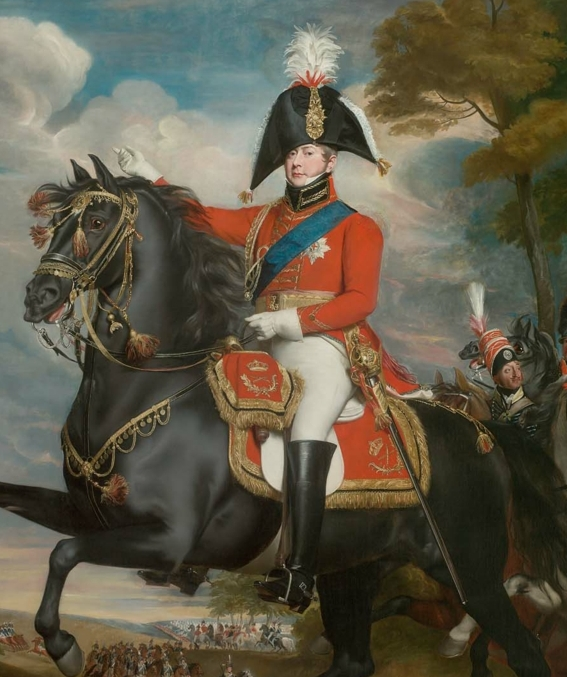
王太子時代のジョージ4世（1809年頃）

イギリス国王ジョージ4世（在位：1820年 - 1830年、1762年生、1830年没）は、王太子の頃から競馬に熱中した。国から与えられる歳費をほとんど競馬に費やし、それだけでは足りずに借金を重ね、その返済のためにまた国費を引き出した。
1788年には王族として初めてイギリスダービーに優勝、1791年には当時のイギリスで最大のレースであるオートランズステークスに優勝した。「競馬の庇護者」として各地の競馬場の運営に関わり、とりわけアスコット競馬場の走路拡張や観戦席の建設をさかんに行い、ロイヤルアスコット開催を創設した。また、アイルランドでは今も行われているロイヤルウィップステークスを創始した。
馬主としてはダービー優勝（1788年サートーマス号）のほか、オートランズステークス（1791年バロネット号）、ドンカスター金杯（1789年トット号）とグッドウッド金杯（1829年フルールドリス号）などの大レースに勝ったが、アスコット金杯には勝てなかった（最高は2着）。このほか持ち馬のセリム号はイギリスの種牡馬チャンピオンになり、リバイアサン号もアメリカで種牡馬チャンピオンになった。
1791年にはエスケープ事件という不祥事に関わった。この事件では、不正を疑われた王太子に対してイギリスのジョッキークラブが断固とした態度をとったことで、ジョッキークラブの権威が大きく高まり、後の競馬のルール制定につながった。

## 王太子時代

### ジョージと競馬の馴れ初め
王太子時代のジョージに酒と女と賭け事遊びを教えたのは叔父のカンバーランド公（1745年 - 1790年）だったと伝えられている。
カンバーランド公はジョージ3世からみると弟にあたる。しかし、カンバーランド公はアン・ホートンとの不適切な結婚など身持ちが悪く、王族の面汚しとみなされていた。カンバーランド公は競馬にうちこみ、1780年にダービーが創設されると、たびたび持ち馬を出走させた。カンバーランド公は子供時代のジョージを連れ出して競馬に連れていき、いろいろな遊びを教えた。質実な態度から「農夫ジョージ」と呼ばれた父ジョージ3世と反対に、ジョージは遊び呆けるようになった。

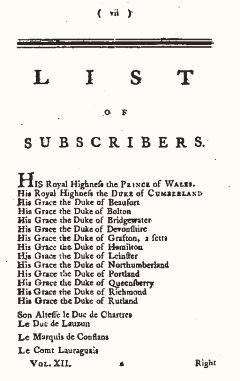
1784年のレーシングカレンダー。巻頭の会員名簿の筆頭に「王太子殿下（HRH Prince of Wales）」の名がある。2番めはカンバーランド公。

ジョージは、1783年にジョッキークラブへの加入が認められる21歳になると、すぐに会員となって競馬を始めた。ジョッキークラブ会長の第6代準男爵サー・チャールズ・バンベリーは自ら、若いジョージに競馬の手ほどきをしたという。ジョージは欲しい馬がいれば金に糸目はつけずにいくらでも注ぎ込んだ。そんなジョージをせっせと歓待し、しきりに馬の購入を勧めたのは馬商リチャード・タタソールだった。ジョージの所有馬はすぐに20頭を超え、経費は年に3万ポンドを要したと伝えられている。
1786年にはジョージが競馬に登録した馬は24頭を数え、2頭をダービーに出場させるまでになった。このときのジョージの馬の成績は、Braganza号が4着、Little Henry号が着外だった。
こうした浪費によってジョージはこの年に早くも破綻に直面した。ジョージは持ち馬をあらかた手放す羽目になり、ニューマーケットの厩舎も解散せざるをえないところまで追い詰められた。一時期は手元には1頭の馬しかいなくなったという。
まもなく1787年に議会から与えられた16万1000ポンドの資金で、ジョージは競馬を再開することができた。議会の承認を得られたのは、当時の首相小ピットが「ガチガチの馬キチ（decidedly horsey）」だったからだという。ジョージはすぐに再び競走馬を買い集め、持ち馬は39頭に達した。この数は、当時を代表する大馬主である初代グローヴナー伯爵リチャード・グローヴナーの32頭、第5代ベッドフォード公爵フランシス・ラッセルの30頭を上回る数だった。
ジョージはそのための厩舎の拡張に追われた。1791年の『タイムズ』紙は「王太子は王国で一番の厩舎を持っている。そのくせ全然レースに勝っていない」と記事にした。実際にはジョージは既に、1788年にサートーマス号をダービーに出走させて勝っており、王族として初めてダービー優勝を果たしている。しかしその頃のダービーの賞金はまだそれほど高くなく、ジョージが勝った年の優勝賞金は971ポンド15シリングに過ぎなかった。これに対し、サートーマス号を購入した際にジョージが支払った額は2000ギニー（2100ポンド）だった。

### アスコットでの栄光

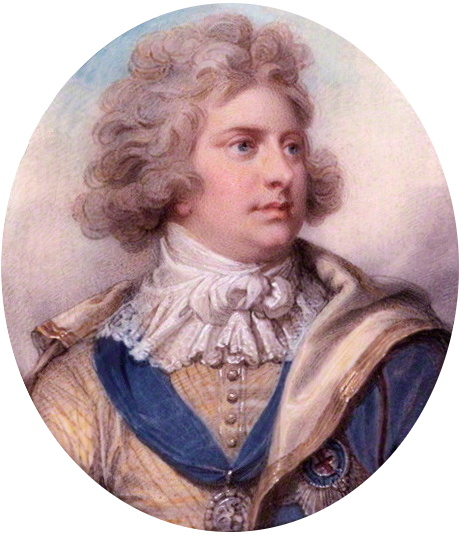
1792年の肖像

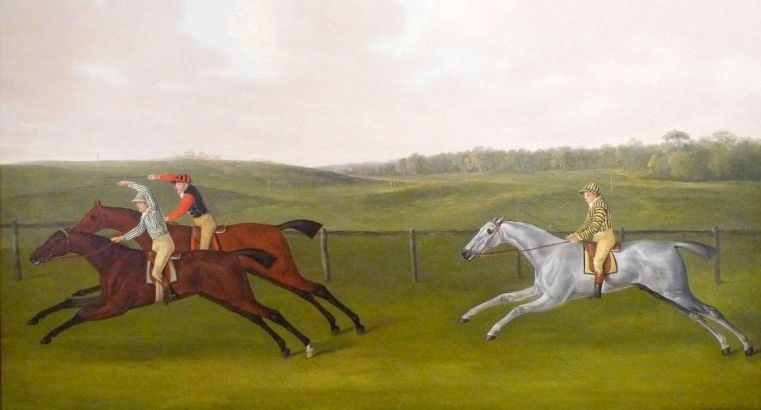
1790年のオートランズステークス。奥側のエスケープ号が僅差で2着となる。ジョン・ノット・ザルトリウス（1755年 - 1828年）の作品。

ジョージが名実ともにイギリスで一番の馬主となったのは1791年のことである。
その前年、1790年6月にアスコット競馬場でイギリス最大の競馬レースが創設された。これはオートランズステークス（Oatlands Stakes）といい、競馬史上初の、3頭以上によるハンデ戦だった。どの馬にも均等に勝つチャンスが有るという企画は画期的で、馬主以外の第三者が賭けに参加することの魅力が広まり、競馬が広く人気のある娯楽へと変遷する契機になった。優勝賞金の原資となる登録料は1頭あたり100ギニー（105ポンド）も必要だったが、イギリス中から出走希望馬が集まり、賞金は膨れ上がった。
ジョージは全英が注目するこの空前の大レースに参戦するため、当時の一流馬エスケープ（Escape）号を入手した。実は、エスケープ号はもともとジョージ自身が1785年に生産した馬だったのだが、1786年の資金難のときに手放してしまっていた。それが活躍したので1500ギニー（1575ポンド）も出して買い戻したのである。エスケープ号は第1回オートランズステークスで2.0倍の大本命となった。しかしエスケープ号は惜しくもアタマ差で2着に敗れた。勝ったのは父ジョージ3世が毛嫌いしていたホイッグ党党首チャールズ・ジェームズ・フォックスのシーガル号だった。（ジョージ自身はフォックスとは酒、女、ギャンブルを楽しむ遊び仲間で「悪友」だった。）
ジョージは翌1791年の第2回オートランズステークスに優勝することに情熱を傾けた。6月に開催されるレースの半年前に、各登録馬に与えられるハンデキャップが発表されることになっており、それが公表されるとジョージはめぼしい登録馬を買い集めた。そしてそれらの馬を集め、オートランズステークスと同じ距離、同じ斤量で競わせ、出走させる馬を厳選していった。直前まで候補に残ったのは、エスケープ号、バロネット号、ペガサス号、スモーカー号の4頭である。アスコット開催の5日前、ジョージはエプソム競馬場で4頭による最後の試走を行い、エスケープ号とバロネット号の出走を決めた。
第2回オートランズステークスの優勝賞金は2950ギニー（約3100ポンド）と、ダービーの3倍にのぼった。当時としてはかなり多頭数となる19頭が出走し、この年のダービー2着馬が本命になった。このレースは第1回以上に話題を集め、アスコット競馬場の歴史でも空前となる4万人の観衆が押し寄せ、賭けの総額は10万ポンドを超えた。なかには第7代バリーモア伯爵リチャード・バリーのように、一人で2万ポンドも賭けている者さえいた。
ジョージはエスケープ号での優勝を信じており、エスケープ号にたっぷり賭けていた。ジョージはお抱え騎手のサム・チフニー（Samuel Chifney）にエスケープ号に乗るように指示していた。ところがチフニー騎手はレースの寸前の馬の様子をみて、エスケープ号が調子を落としていると考えた。そこでチフニー騎手は慌てて2ヶ所の賭け場へ走り、それぞれバロネット号に30ポンドと27ポンド賭けた。これが当たれば1000ポンドになるはずだった。
このあたりのジョージとチフニー騎手、調教師のウォリック・レイクらの間で行われたやり取りについては、内容の異なる様々な伝聞がある。ある説では、4頭の候補馬がアスコット競馬場に到着したのを見た途端、チフニー騎手はエスケープ号では勝てないと踏み、バロネット号への騎乗を申し出たという。一方レイク調教師はエスケープ号の調子は悪くないと反対した。ジョージはどうするか決めかねて、レース当日になってから自分に相談すること無くチフニー騎手自身で決めて良い、と伝えたとされている。また別の伝聞では、エスケープ号とバロネット号を出走させると告げてきたジョージに対し、チフニー騎手は直談判をしてその場でバロネット号騎乗の許可を得たという。このときレイク調教師はエスケープ号の調子は万全だと言った。ジョージがチフニー騎手にバロネット号にそんなに自信があるのかと尋ねると、チフニー騎手は、ほかにも強力な出走馬がいるから勝利の確約はできないが、勝機はかなりあるはずだ、と答えたという。
チフニー騎手にとっての心配の種が一つだけあった。ジョージはエスケープ号に相当賭けているはずだから、もしもバロネット号がエスケープ号を負かしてしまうようなことになると、ジョージが損をするのではないかということだった。そこで思い切ってそのことをジョージに尋ねてみた。するとジョージは、これは他言無用の内緒の話だがと断った上で、実は保険としてこっそりバロネット号にも賭けているから、バロネット号が勝った場合でも17000ポンドの儲けになると答えた。
レースが始まると、エクスプレス号という馬が先頭に立ち、4馬身後ろでバロネット号がこれに続き、さらに2馬身離れた3番手にジョージの本命エスケープ号がつけた。ゴールまであと半マイル（約804メートル）というあたりで、チフニー騎手は後ろを走るエスケープ号の行き振りが思わしくないのをみると、これを見捨ててエクスプレス号との勝負に出ることにした。両馬は全く並んでゴールまで激しく争い、最後の最後にバロネット号がわずかに前に出て優勝した。当時の『タイムズ』紙によれば、両馬はほぼ並んでいたが、ゴール寸前でバロネット号は半馬身の差をつけたという。この勝利により、ジョージはイギリスで一番の大レースの優勝馬主となった。
普段はジョージが競馬に散財することを諌めていた父ジョージ3世も、この時ばかりはジョージを褒めたという。ジョージ3世は「おまえのバロネット号はよく稼ぐ。儂は先週14人に準男爵位（バロネット）を授けたが、奴らは1ペニーだってよこさない。」と言ったと伝えられている。バロネット号はこのあとイギリス各地で勝利をおさめ、アメリカへ種牡馬として売られていった。

### 絵画界への影響

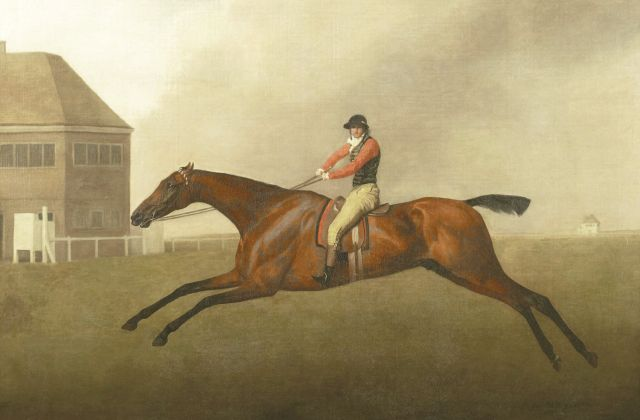
ジョージ・スタッブス（1724年 - 1806年）、「1791年、バロネット号とサミュエル・チフニー騎手」。4本すべての脚が空中に描かれている。

この勝利のあと、ジョージは自身がパトロンであった王立美術学校からジョージ・スタッブスを招聘し、バロネット号の肖像画を描かせた。スタッブスは6月のアスコット競馬場でのオートランズステークスを見に行ってはおらず、この作品は10月のニューマーケット競馬場で国王賞（キングスプレート）というレースを勝ったときのもので、背景にもニューマーケットの建物が描かれている。ジョージはこの作品を住まいであったカールトン・ハウスに飾った。
チフニー騎手は、ジョージの服色である、「紫の胴に緋色の袖、袖と胴に金の飾りつき、黒帽子（purple waistcoat, with scarlet sleeves, trimmed with gold, and black cap）」を着用した姿で描かれている。この服色は現在も王室所有馬の服色となっている。
バロネット号の4本すべての脚は、前後に伸ばして空中にあるように描かれている。この作品は、全力疾走中の馬を描くにあたってこのような表現が行われた最初の作品である。疾走中の馬の脚をこのようなすがたで描くという発想は、解剖学を修めたスタッブスの師匠で、2年前に死んだ名馬エクリプスを解剖した医師による意見の影響だったと考えられている。競走馬をこのように描く手法は、その後長いあいだ、絵画界の伝統となった。
こうした表現は、19世紀の後半にエドワード・マイブリッジが初めて疾走中の馬の高速度撮影に成功し（『動く馬』）、実際にはこのような走り方をしていないことを明らかにするまで続いた。

### エスケープ号事件
しかしこの直後、ジョージとチフニー騎手、エスケープ号は、エスケープ号事件として競馬史に残る悪名高い事件を起こした。オートランズステークス優勝のあと、ジョージは秋のニューマーケット競馬場にエスケープ号を出走させた。騎手はチフニー騎手である。木曜日のレースで、当時イギリスを代表する名馬の1頭だったエスケープ号は4頭中1番人気となり、賭けの倍率も2対1（3倍）にまで下がったのだが、不可解な大敗をした。翌日、人気の落ちたエスケープ号が再び出走し、前日と同じ相手に楽勝した。前日の敗戦で、賭けの倍率は4対1（5倍）から5対1（6倍）にまで高くなっていた。ジョージもチフニー騎手もこれで大儲けをしたという。
すぐに、ジョージらが2日目の馬券で儲けるため、チフニー騎手がいんちきをして初日にエスケープ号が負けるようわざと手綱を抑えたのだ、と非難の声が上がった。ジョッキークラブの会長で審判長をしていたサー・チャールズ・バンベリーほか3名の審判団はチフニー騎手を呼び出し、詰問した。チフニー騎手は、1日目の敗戦はエスケープ号の調子が悪かったと弁解したが、2日目のレースでエスケープ号に20ギニー賭けていたことを白状した。審判団はチフニー騎手の言い訳を信用せず、過去のチフニー騎手の賭けの記録を調べ上げた。これまでほかにも同様の行為が行われていたようだった。さらにチフニー騎手はある人物に対して300ポンドの借金があり、初日のレースのあと借金を帳消しにしてもらったことも突き止めた。その人物がチフニーにわざと負けるよう唆したものとみなされた。
バンベリー準男爵は、ジョージに対し、次にチフニー騎手を乗せたら、金輪際ジョージの馬と一緒にレースに出る者は一人もいなくなるぞ、と警告した。ジョージはいんちきを認めず、チフニー騎手を擁護したが、ジョッキークラブはジョージの言い分を認めなかった。この一件のあと、ジョージはニューマーケットに足を踏み入れなくなった。
ジョージの側は、ジョッキークラブと決別してやったと息巻いていたが、競馬界の人々はみなジョッキークラブを賞賛した。たとえ相手が次期国王であろうとも、公正さを貫き通して追放処分を決めたことでジョッキークラブの権威は大いに高まった。もともと当時のジョッキークラブは、何ら法的拘束力を持たない同好会にすぎない存在だったが、これ以後はイギリス中の競馬人がニューマーケットのジョッキークラブのさまざまな決定を遵守するようになった。現代ではニューマーケットのジョッキークラブは「世界の競馬の中心」「世界の競馬の決定機関」などと称されており、これはエスケープ号事件の結果である 。エスケープ事件の核心は、王太子ジョージがいんちきをしたことではなく、いんちきをした王太子にジョッキークラブが毅然とした態度を示したことにある。
当時は、こうしたいんちき行為はよくあることだった。（そもそもこうしたことを禁じる規則はなかったので、いんちきではあっても「ルール違反」ではなかった。）しかし当時のジョッキークラブの会長バンバリー準男爵はかねてより、競馬界からこうしたいんちきを一掃したいと考えていた。そのために大々的に宣伝に使える事例を求めているうちに、ジョージとエスケープ号の一件が起きたものである。Running Racing; The Jockey club years since 1750（『レースを走らす：1750年以降のジョッキークラブ』、1997年）の著者John Tyrrelによれば、バンバリー準男爵は「大魚を探し求めているうちに、王太子という大きくて見せしめにうってつけの魚がひっかかった」のだという。
その後ジョージは競馬を辞めたわけではない。ジョージはアスコット競馬場を根城にして競馬に打ち込んだ。デルメ＝ラドクリフ（Delmé Radcliffe（1774 - 1832））を責任者として王室厩舎を設立し、持ち馬をニューマーケット競馬場のレースに出すときは、もっぱらラドクリフ氏名義で出走させた。ジョージは1801年から1807年のあいだだけでも100勝以上をあげた。

## 競馬の庇護者ジョージ4世

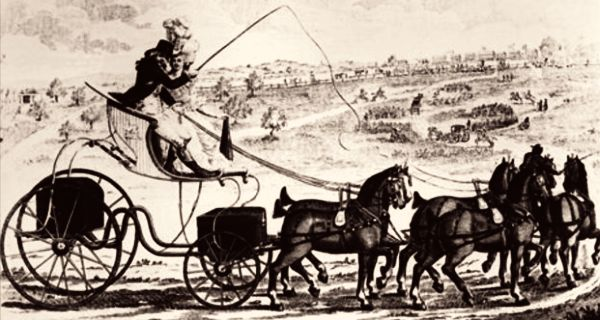
「王太子殿下、“麗しき婦人”（Lady of Quality）とアスコット競馬へ」

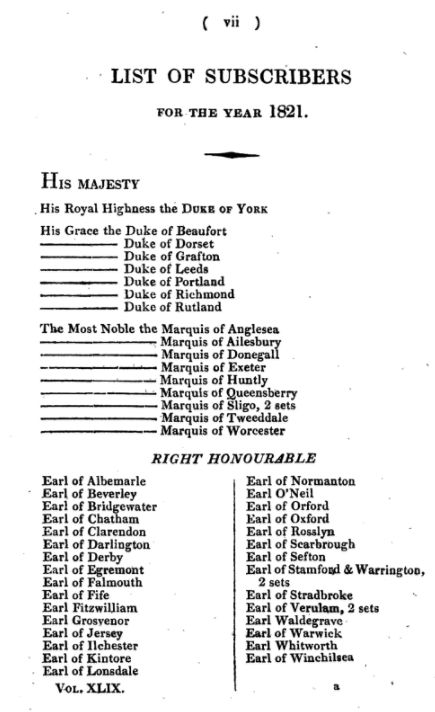
1821年のレーシングカレンダー。巻頭の会員名簿の筆頭に「国王陛下（HIS MAJESTY）」の名がある。

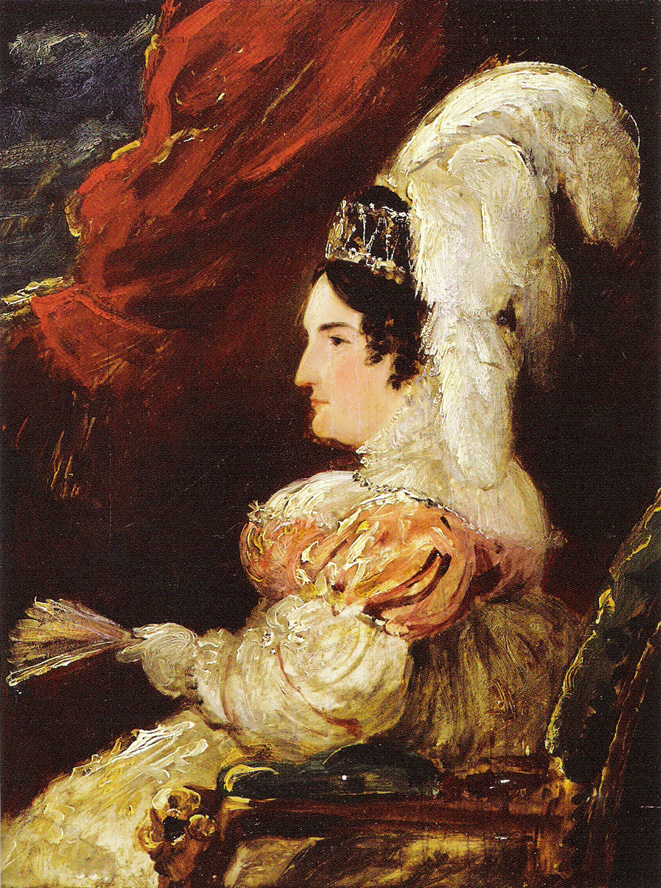
キャロライン妃は英国史上初めてエプソム競馬場のダービーに臨席した王妃となった。

エスケープ号事件から15年ほどたったあるとき、ジョッキークラブのバンベリー準男爵と第3代ダーリントン伯爵ウィリアム・ヴェインは連名でジョージに書簡を送っている。その中で彼らは「かつてニューマーケットで起きた不幸な出来事を、殿下が忘却のふちに埋められますよう、謹んで懇願いたす次第であります（we humbly request that Your Royal Highness will bury in oblivion any past unfortunate Occurences at Newmarket）」とし、和解を申し入れた。しかしジョージはこれを受け容れず、その後もアスコット競馬に傾注した。
アスコット競馬場の開催中、ジョージは、愛人のカニンガム侯爵夫人が「飽きてしまった」と言わない限り、毎日通った。この様子は「王太子殿下、“麗しき婦人”（Lady of Quality）とアスコット競馬へ」の風刺画に描かれ、ロマンス小説『Lady of Quality』の題材にもなった。
1820年1月に父ジョージ3世が崩御し、ジョージはイギリス国王ジョージ4世として即位した。このあと、喪が明けた1821年7月に行われる予定の戴冠式をめぐり、ジョージ4世と、その妻キャロラインとの間で争いが起きた。もともと両者は1795年に気の進まない結婚をして、翌1796年からは別居し、キャロラインはイギリスを出て大陸で愛人と暮らしていた。ジョージも様々な愛人を囲っていた。ところがジョージが国王戴冠式を行うとなれば、妃も同席し、その場で正式な王后として冠を受けることになる。ジョージはこれをなんとか阻止しようと、法的手段によって正式な離婚を成立させようとしてキャロラインとの間で争議となった。一連の諍いをめぐる醜聞はイギリスの大衆を賑わすことになった。キャロラインは大衆を自分の味方につけようと、7月の戴冠式の直前に行われるダービーの会場に姿を現した。これはイギリス史上初めて、王妃によるエプソム競馬場訪問となった。史上初の王妃のダービー臨席を伝えた『タイムズ』紙は、王妃のことに紙面を割きすぎて、ダービー優勝騎手の名前を掲載するのを忘れたという。（しかし結局、キャロラインは戴冠式から腕づくで締め出された。キャロラインはその3週間後に死んだ。）
キャロラインの死後間もなく、アイルランドの競馬会からジョージ4世あてに秋競馬の案内が送られてきた。ジョージ4世は招待を受けてアイルランドへ競馬観戦に行った。これは国王による正式なアイルランド訪問としては400年ぶり（リチャード2世以来）のこととなった。
その後もジョージはアスコット競馬の充実に腐心した。お抱え建築家ジョン・ナッシュに競馬場の施設を拡充させ、競馬主催者として王室を挙げて開催に臨席した。枢密院での議事中も、書記官のチャールズ・グレヴィル（Charles Greville）と競馬のひそひそ話をしていたと伝えられている。
1828年、晩年のジョージ4世は、ついにジョッキークラブの重鎮をセント・ジェームズ宮殿へ招待し、和解を果たした。その席上、ジョージ4世は「自分ほど競馬に関心を持っている人間はいない」と宣言し、2度に渡って競馬のために乾杯をあげた。
翌1829年6月、アスコット競馬の開催を前に、競馬の晩餐会を主催した。そこでジョッキークラブから「競馬の庇護者」の称号を贈られ、これを快く受け入れた。国王はこう言った。「余はジョッキークラブから離れたときも、クラブの会員に不親切にしようとか、競馬への関心を捨てようとか思ったことはなかった」。

### 夏のリゾート、ブライトン競馬場とルイス競馬場

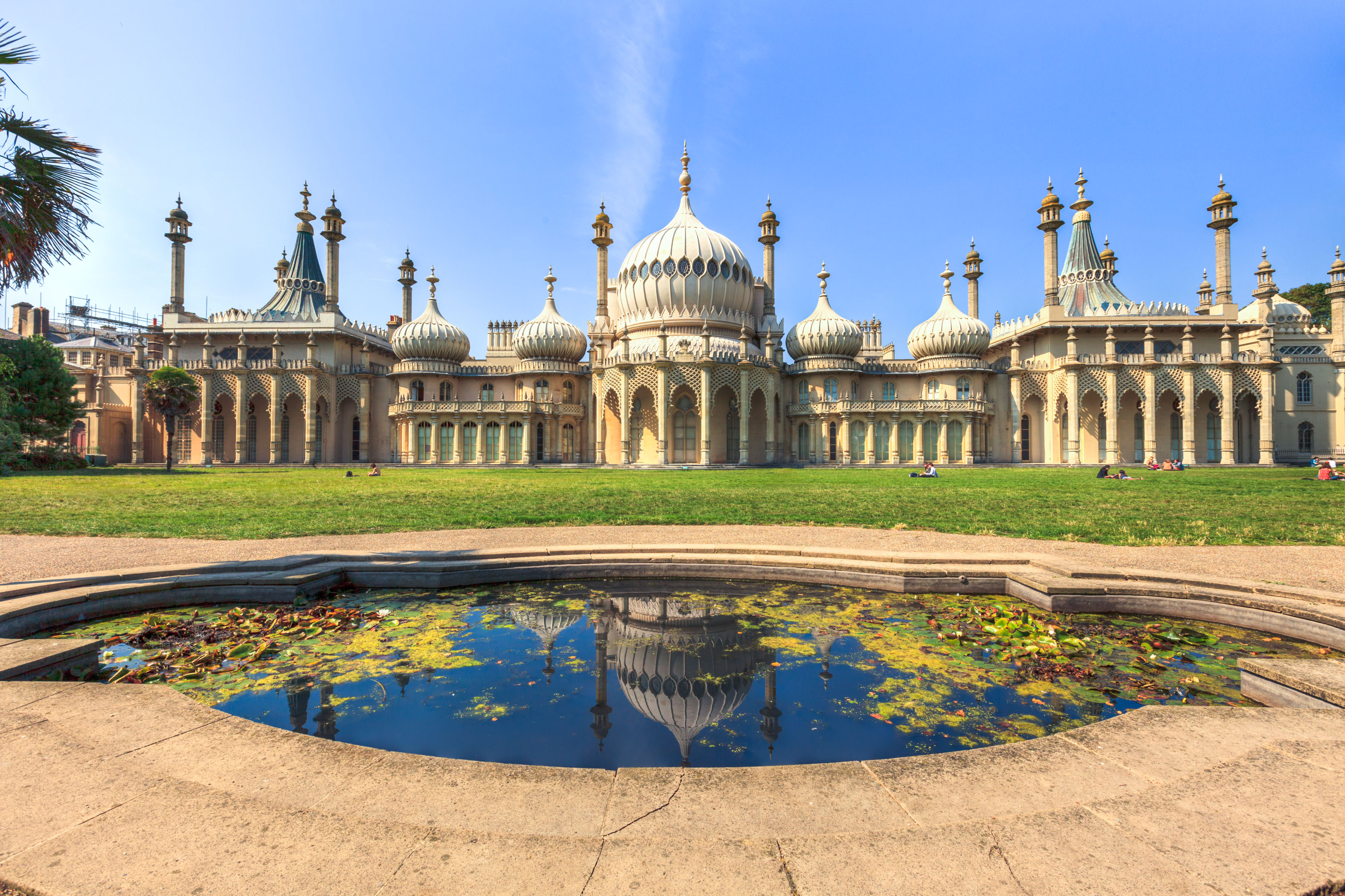
ジョージがブライトン競馬場近くに建築した離宮ロイヤル・パビリオン

アスコット競馬場のほか、サセックス州のルイス競馬場やブライトン競馬場もジョージのお気に入りだったと伝えられている。どちらもドーバー海峡に面する夏のリゾート地にあり、特にブライトンはイギリスのリゾート地として有名である。ここでは7月末から8月初旬にかけて競馬開催があり、貴族たちはビーチでのヨット遊びと競馬を楽しむ。ジョージはここに瀟洒な離宮を造営した。（この建設費によって借金が膨れ上がり、父ジョージ3世の精神病を悪化させた原因になったとも伝えられている。）ブライトンのビーチから海を挟んで対岸にはフランスがあり、多くのフランス貴族たちもここへやってきて、イギリスの貴族たちと交流した。ブライトンでのジョージはいつもフランス人の取り巻きをしたがえていたという。
ブライトン競馬場はカンバーランド公によって1783年に設置された競馬場で、ジョージは翌1784年からブライトン競馬場を訪れるようになった。現地の伝承では、ジョージは仲間の貴族たちと競馬場のまわりを馬に乗って走りまわり、ヒツジの牧柵を飛び越えて回った。これがハードル競馬（障害競走）の起源になったという。
ブライトン競馬場は19世紀の初め頃に不振に陥り、しばしば開催できなくなった。摂政時代のジョージは競馬場に100ギニー相当の金杯を下賜し、これを賞品とするレース（ブライトン金杯）を企画して競馬場を再興した。
ジョージはルイス競馬場に自分専用の厩舎を構えていた。サセックス州での夏競馬は、ブライトン競馬場のあとルイス競馬場へ移動する。特に1806年のルイス競馬場では、ジョージが大勝負をしたことでよく知られている。当時、代表的な名馬サンチョ（Sancho）号という競走馬がいた。1804年にセントレジャーステークスに勝ち、1805年にはブライトン競馬場で第3代エグレモント伯爵ジョージ・ウィンダムと1000ギニーを賭けた一騎打ちに勝ち、さらにルイス競馬場でダーリントン伯爵と3000ギニーを賭けた勝負にも勝った。翌年、ジョージはこのサンチョ号に1000ギニーを賭けた勝負を挑んだ。どちらも同じハンデで、勝負は4マイル（約6.4キロメートル）で行われ、ジョージの馬が勝った。

### アイルランド競馬とジョージ4世
アイルランドの競馬会 は、1821年に戴冠したジョージ4世に対し、秋競馬への臨席を乞う招待状を送付した。ジョージはこれに応えてアイルランドへ巡幸を決めた。現役のイングランド国王が公式にアイルランド本島へ渡るのは、1399年にリチャード2世がアイルランド征服のために自ら出陣して以来、およそ420年ぶりのこととなった。
アイルランドのカラ競馬場では、国王を迎えるための貴賓席と宴会のための広間の建設を行った。ところが、アイルランドへ向けて出航する前日になって、ジョージ4世がものすごい下痢をしているという報せがアイルランドに届いた。第3代リンスター公爵オーガスタス・フィッツジェラルド（アイルランド貴族筆頭）の指揮の下で、早馬を出してダブリンから急遽専門家を招聘し、国王のために特別室を突貫工事で作らせた。ジョージ4世は1レースからその特別室に「駆け込まざるをえなくなった」。（ジョージ4世にとっては「便座がちょっと小さい」ものではあったという。）
アイルランド競馬会のこうした対応に大満足したジョージ4世は、イングランド国内でもニューマーケット競馬場だけにしか許されてなかった、特別な賞品を下賜した。これは名馬エクリプスの尻尾の毛を編み込み、金で飾られた鞭である。これ以来、アイルランドの競馬は盛んになった。毎年、カラ競馬場ではこの鞭を賞品とするレースを開催し、ジョージ4世は賞金を提供した。この競走はいまでもロイヤルウィップステークス（Royal Whip Stakes、G3）として行われている。

### ロイヤルアスコット開催の創始

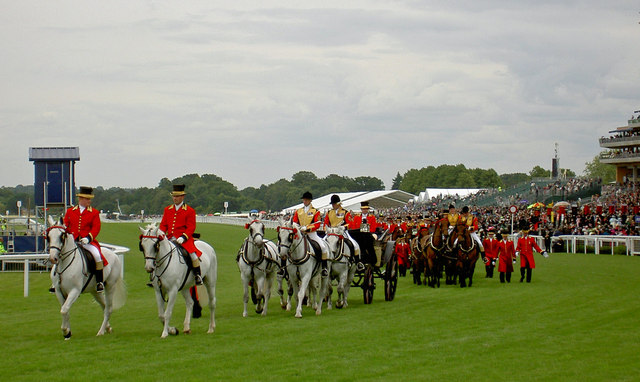
ロイヤルアスコット開催名物の王室パレードはジョージが創始したもの。

ジョージはアスコット競馬場の整備に力を尽くし、新走路の造営、650人収容の大観客席の建設、王室用の観覧席、貴賓席などの造営を行った。ジョージはアスコット競馬場の競馬開催でもたくさんの浪費をした。なかでも、アスコット開催の前日に開いたパーティーで大盤振る舞いをして、バリーモア伯爵のためにわずか一度の食事で1700ギニー（1785ポンド）を使った、と広く噂された。
それまでアスコット競馬場の目玉レースだったオートランズステークスに加えて、1807年にアスコット金杯が始まった。金杯レースと言うのはその頃各地の競馬場で行われていたものだが、アスコット競馬場でもゴールドカップを開催しようというアイデアは、ジョージの母、シャーロット王妃の発案だったと伝えられている。1807年の時点では、アスコット競馬場の走路では本格的なカップ競走に相応しい距離をとることができず、競馬場を2周して2マイルの距離を確保した。そのあとジョージの命で走路の拡張が行われ、1808年からは2マイル半で開催できるようになった。最初の頃、ジョージは母や姉妹を最終コーナー付近に座らせ、自分はゴール前の審判席で観戦したという。
やがて、王立競馬場であるアスコット競馬場の金杯レース（アスコット金杯）はイギリスを代表する大レースとなっていった。アスコット金杯を中心とする6月のアスコット競馬は、王室の外交の場にもなっていった。
1825年6月、ジョージ4世はアスコット競馬の開幕日にパレードを挙行した。これ以来、王家のパレードはロイヤルアスコット開催の伝統行事となった。王室一家、王族、侍従（Lord-in-Waiting）からなる一行は、4頭立ての無蓋馬車に分乗し、ウィンザーパーク門から入場、1マイルある直線の本馬場を進み、貴賓席（ロイヤルエンクロージャー）へむかう習わしである。アスコット競馬場には無数の貴族や貴婦人たちが馬車で駆けつけ、彼らはみな精一杯におしゃれをして臨んだという。これが今のロイヤルアスコット開催の起源となった。

### アスコット金杯制覇の夢

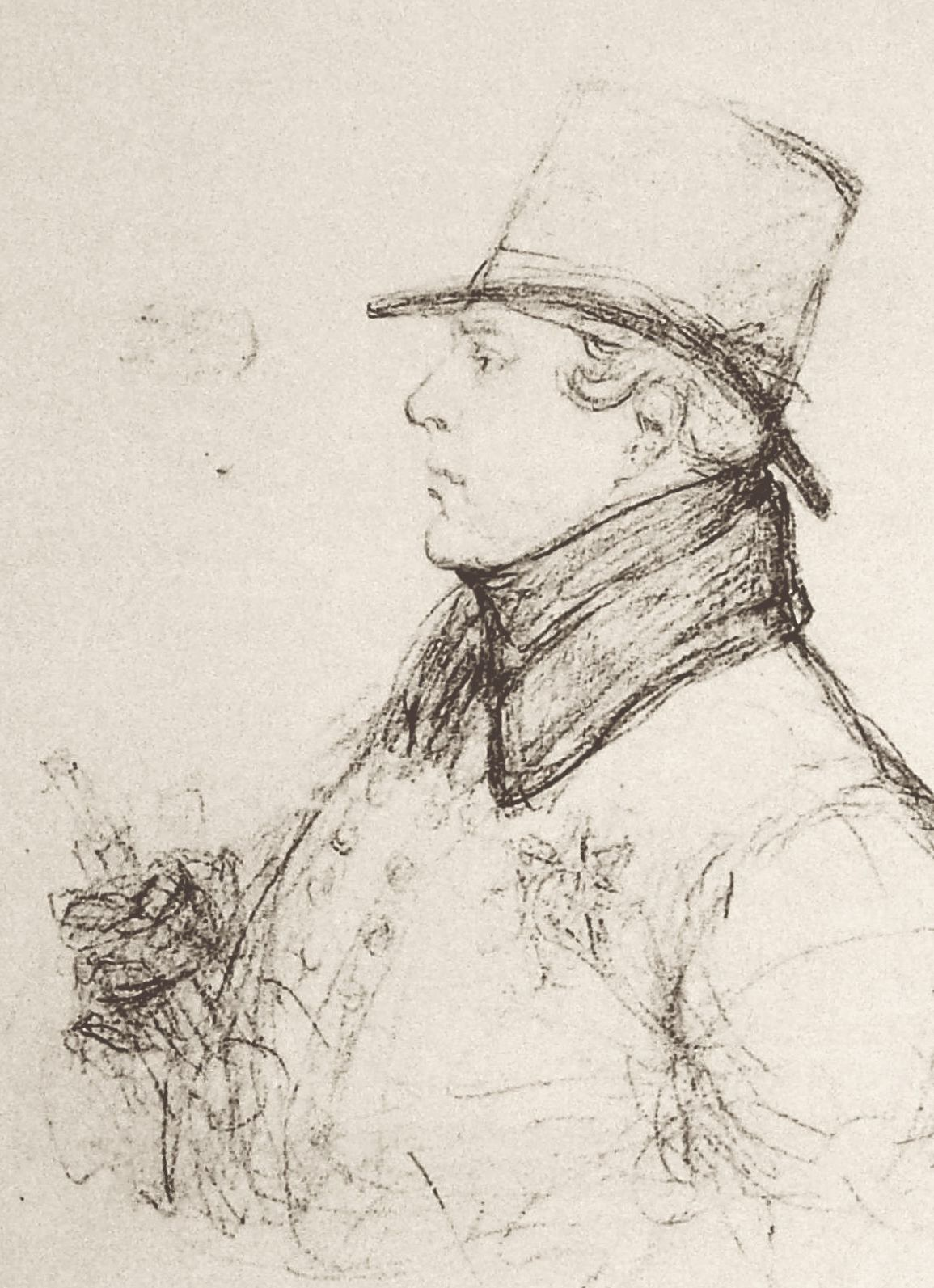
アスコット競馬場でのジョージ4世。ジョン・ドイル（1797年 - 1868年）の作品。

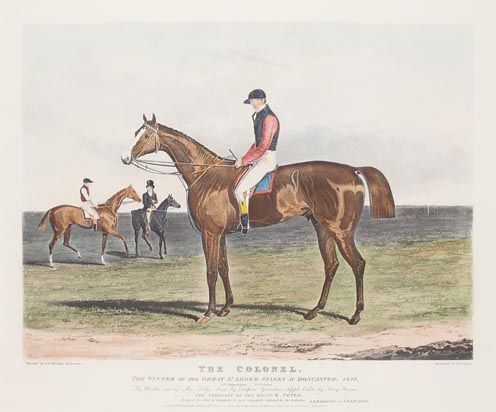
ジョージ4世がアスコット金杯制覇の夢を託して4000ギニーを費やして購入したザカーネル号。ジョージ4世の服色（王室の服色）で描かれている。Richard Gilson Reeve（1803年 - 1889年）の作品。

ジョージ4世はアスコット金杯優勝に執念を燃やした。王族としては、ジョージ4世の戴冠式の直前に行われた1821年のアスコット金杯で弟のウィリアムが優勝していた。1827年にはジョージ4世の馬（ラドクリフ氏名義）Mortgageが2着になっている。翌1828年にジョッキークラブと正式に和解し、1829年にはアスコット開催に先立つ饗宴で「競馬の庇護者」の称号を送られた。
その1829年のアスコット金杯に優勝するため、ジョージ4世は7頭の馬を総額1万1300ギニーで購買した。前年のセントレジャーステークス優勝馬ザカーネル号（The Colonel）を4000ギニー、1826年に不敗の活躍をしたリバイアサン号（Leviathan）を2000ギニー、ドンカスターカップ優勝馬のフルールドリス号（Fleur-de-Lis）を1500ギニーなどである。このうちリバイアサン号は、厩舎に到着してみると調教できないぐらいに疲弊しており、使いものにならなかった。王室厩舎を預かるデルメ・ラドクリフは、国王手許金会計長官（内廷費の管理官）あての書簡のなかで、「取引のなかには確かに巨額のものもございました。が、国王陛下は私めにとにかく買えとお申しつけになったので、とにかくそれに従うよりありませんでした。」と弁解した。
このとき、ジョージ4世のもとに売り込みに来た者の中に、あのチフニー騎手の弟と息子がいた。彼らはジンガニー号（Zinganee）という馬を連れてきて、ジョージ4世に買ってもらおうとした。しかし、ジョージ4世は買い取りを拒否した。アスコット金杯の発走2時間前に、書記官のチャールズ・グレヴィルが2500ギニーでこの馬を買い、友人の第6代チェスタフィールド伯爵ジョージ・スタノップの馬としてアスコット金杯に出走させた。これにも異伝がある。The Druid誌の伝えによると、既にジンガニー号の権利を確保していたチェスタフィールド伯爵は、ジョージ4世のアスコット金杯制覇にかける熱情を知り、レース前にウィンザー城を訪れてジョージ4世に拝謁したという。そこでチェスタフィールド伯爵は、もしもご希望されるならジンガニー号をお譲りしますと申し出た。しかしジョージ4世は、この申し出を断った。たとえジンガニー号を買ったとしても、もう1頭の有力馬マムルーク号（Mameluke、1827年のダービー優勝馬）がいる。そしてマムルーク号の馬主は元ボクサーで庶民のジョン・ガリー（John Gully）だった。アスコット金杯の直前に行われた王室のパレードに際し、ガリーが国王ジョージ4世の前でも帽子を脱がない非礼な振る舞いをしたことを、ジョージ4世は根に持っていた。ジョージ4世は、そんな人物に敗れるぐらいならば、チェスタフィールド伯爵に敗れたほうがマシだ、と答えたという。
真偽は定かではないが、ザカーネル号については次のような逸話がある。このアスコット金杯の4日前、深夜に酔漢がザカーネル号の厩舎に侵入した。この人物は泥酔したまま勝手にザカーネル号に乗り、朝方まで乗り回した。そしてそのままアスコット競馬場から遠く離れた宿屋に乗りつけ、宿の亭主に酒を要求した。宿の客が、その馬が国王の馬であることに気づいて、慌てて王の厩舎へ連絡した。ザカーネル号は1時間に6、7マイルのペースで数時間走ったようだったという。
結局、ジンガニー号はマムルーク号を破って優勝した。ザカーネル号は着外だった。チャールズ・グレヴィルが伝えるところに拠ると、その時になってジョージ4世は、事前にジンガニー号を譲るという申し出など無かったと不平を言ったという。そして今更のようにジンガニー号を2500ギニーで買い取った。
この年、Windsor and Eton Express紙は次のように報じている。「アスコット競馬が一般大衆にこれほどまでに人気があるのは、競馬そのものによるのではない。この人気は国王陛下のご尽力の賜物である。馬はそこらじゅうでいつでも見られるものだが、王族を見る機会は滅多にないものだ。」
翌1830年6月9日のアスコット金杯のときは、ジョージ4世はウィンザー城で死を迎えつつあり、競馬を見に来ることはできなかった。この年のアスコット金杯の出走馬は4頭で、そのうち2頭、本命馬ジンガニー号とザカーネル号がジョージ4世の持ち馬だった。しかしザカーネル号が2着、ジンガニー号は4着に終わり、ジョージ4世はアスコット金杯を勝てなかった。その後まもなく6月26日にジョージ4世はウィンザー城で崩御した。